# Rhagoletis bezziana
Rhagoletis bezziana
 es una especie de insecto del género Rhagoletis de la familia Tephritidae del orden Diptera. 
Friedrich Georg Hendel la describió científicamente por primera vez en el año 1931.